# Viveca Paulin

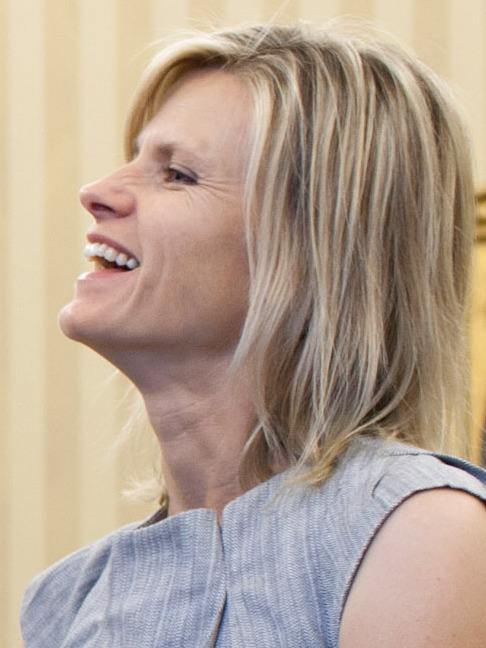

Viveca Paulin (Askim, 24 aprile 1969) è un'attrice svedese.

## Biografia
La Paulin ha frequentato il Pomona College ed è apparsa in diverse piccole parti in film trasmessi nelle tv americane. Sposata con l'attore comico statunitense Will Ferrell dall'agosto 2000, ha tre figli: Magnus (nato il 7 marzo 2004), Mattias (nato il 30 dicembre 2006) e Axel (nato il 23 gennaio 2010)

## Filmografia

### Attrice
- Traffico di diamanti (Money Talks), regia di Brett Ratner (1997)
- Legge marziale (Martial Law) - serie TV, 1 episodio (1998)
- A Night at the Roxbury, regia di John Fortenberry e Amy Heckerling (1998)

### Produttore
- Nail Polish, regia di Jane Ainbinder (2006)